# チェリク・ヒッデス級駆逐艦
チェリク・ヒッデス級駆逐艦（英語: HNLMS Tjerk Hiddes class Destroyer）は、オランダ海軍が第一次世界大戦後に建造した駆逐艦の艦級である。ゲラルト・カレンブルク級（オランダ語: Gerard Callenburghklasse）とする資料もある。

## 概要
チェリク・ヒッデス級駆逐艦は、ヴァン・ガレン級駆逐艦の改良型として設計・建造された駆逐艦である。

## 艦形

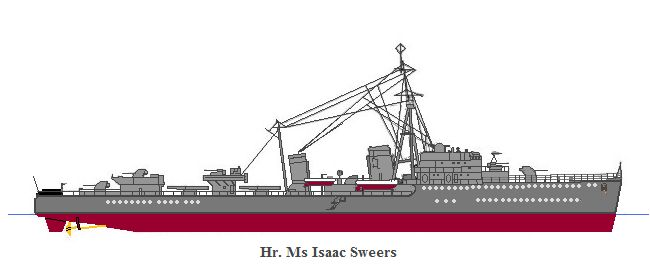
イラストは「イサーク・スウェールズ」。

チェリク・ヒッデス級の船体形状はクリッパー型艦首から艦首甲板の乾舷部のみ高い短船首楼型船体を採用している。全く傾斜のない艦首甲板に「ボフォース 12cm（45口径）速射砲」を防盾の付いた連装砲架で1基、上部見張り所に測距儀を載せた箱型艦橋の両脇には船橋が付く。艦橋の背後に簡素な三脚型の前部マスト、その後方の2本煙突の左右は艦載艇置き場となっており、2本1組のボート・ダビッドを片舷2組の計4組により運用される。設計時には前級と同じく水上機の運用のため、2本煙突の間に搭載する予定であったが建造時には探照灯台に置き換えられた。
2番煙突の背後の中央部甲板上に53.3cm四連装魚雷発射管が4cm機関砲台を境にして直列に2基を配置していた。その後に水上機置き場があり、単脚式の後檣の基部に付いたクレーン1基により運用された。後部甲板上に後ろ向きに2・3番主砲が後向きに背負い式配置で2基が配置され、艦尾側に機雷運用のため軌条（レール）が並列で計2基配置される設計であった。
チェリク・ヒッデス級のうち、ドイツに鹵獲されてドイツ海軍で完成した艦は機関砲がドイツ式、イギリスで完工した物は弾薬の供給面からイギリス製の武装を搭載して完成して艦容が若干異なっている。

## 同型艦
- チェリク・ヒッデス（Hr.Ms. Tjerk Hiddes）

オランダ、ロッテルダム造船所にて1938年11月起工、同年10月12日進水。侵攻してきたドイツ軍の手に渡らないように1940年5月15日に自沈処分。遺棄された船体は後にドイツ軍に鹵獲され「ZH2」として建造続行が計画されたが、損傷が激しく断念され1942年にスクラップにされた。
- イサーク・スウェールズ（Hr.Ms. Isaac Sweers）

オランダ、ロッテルダム造船所にて1938年11月起工、1940年3月16日に進水。1941年3月イギリスに脱出する。現地のソーニクロフト社サウサンプトン造船所にて工事続行して1941年5月29日に自由オランダ海軍籍で就役。1942年11月13日アルジェ北方の地中海でドイツ潜水艦「U431」に撃沈された。
- ゲラルト・カレンブルク（Hr.Ms. Gerard Callenburgh）

オランダ、ロッテルダム造船所にて1938年10月起工、1939年10月12日進水。侵攻してきたドイツ軍の手に渡らないように自沈処分。遺棄された船体は1940年5月10日にドイツ陸軍により鹵獲され、浮揚された船体はハンブルクへ運ばれてドイツ海軍で建造続行され、ドイツ駆逐艦「ZH1」と改名されて1942年10月11日に就役した。1944年6月8日にノルマンディー沖で連合軍艦船と交戦し、これにより行動不能となり自沈処分された。
- フィリップ・ヴァン・アルモンド（Hr.Ms. Philips van Almonde）

オランダ、デ・シェルデ社フリッシンゲン造船所にて1939年3月起工。1940年5月17日に侵攻してきたドイツ軍の手に渡らないように船台上で破壊された。船体は後にドイツ軍に鹵獲され「ZH3」として建造続行が計画されたが、損傷が激しく断念されスクラップにされた。

## 参考図書
- 「Conway All The World's Fightingships 1922-1946」（Conway）